# Viktorija Britanska
Viktorija (rojena Alexandrina Victoria), kraljica Združenega kraljestva Velike Britanije in Irske, * 24. maj 1819, † 22. januar 1901.
Viktorija je bila kraljica Združenega kraljestva Velike Britanije in Irske od 20. junija 1837 in cesarica Indije od 1. januarja 1877 do smrti. Njena vladavina je trajala več kot 63 let, kar je bil rekord med britanskimi monarhi, do leta 2015, ko jo je po dolžini staža presegla njena prapravnukinja Elizabeta II. Viktorija je bila zadnja vladarka iz hiše Hannover, njen naslednik, Edvard VII., je pripadal hiši Saška-Coburg in Gotha.
Obdobje Viktorijine vladavine je bilo zaznamovano z veliko širitvijo britanskega imperija. Njeno obdobje, imenovano tudi viktorijanska doba, je predstavljalo vrh industrijske revolucije, čas velikih socialnih, ekonomskih in tehnoloških sprememb.
Po njej so poimenovali Viktorijine slapove na reki Zambezi, Viktorijino jezero v vzhodnoafriškem Jezerskem višavju, avstralski državi Viktorija in Queensland, glavna mesta kanadskih provinc Britanske Kolumbije (Victoria) in Saskatchewana (Regina) ter Sejšelov (Viktorija), posredno pa se po njej imenuje tudi železniška postaja in prometno vozlišče Viktorija (Victoria) v Londonu, ki je dobilo ime po Viktorijini ulici (Victoria street).

## Naslednica
Princesa Viktorija Kentska se je rodila v Kensingtonski palači v času vladavine svojega dedka Jurija III. Bila je edini otrok princa Edvarda Avgusta in Viktorije Saško-Coburško-Saalfeldske, takrat vojvode in vojvodinje Kentske. Petdesetletni princ je umrl za rakom osem mesecev po rojstvu svoje hčerke in samo šest dni kasneje je zaradi sifilisa umrl Viktorijin dedek. Krona je tako prešla na Viktorijinega strica, Jurija IV.
Kot princesa se je med šolanjem naučila nemščino, angleščino, italijanščino, grščino, kitajščino in francoščino. Poleg jezika se je učila še glasbo, aritmetiko in zgodovino.
Viktorijina sestrična princesa Šarlota, takrat naslednica svojega očeta, je umrla leta 1817, tri leta kasneje pa je umrl njen oče, katerega je nasledil njegov brat Viljem. Viljem je bil oče desetih nezakonskih otrok, vendar pa so vsi njegovi zakoniti otroci s kraljico Adelajdo umrli v otroštvu in tako je bila Viktorija razglašena za njegovega morebitnega naslednika. Čeprav je imel Viljem več mlajših bratov, je bila Viktorija pred njimi v nasledstvu na prestol, ker je bil njen oče starejši od njih in zato pred njimi. Zakon takrat ni imel posebnih omejitev glede starosti monarha, a če bi Viktorija prišla na prestol kot otrok, bi v tem primeru njena mati vojvodinja Kentska upravljala z državo kot regent.
Svojega prvega bratranca in bodočega moža, princ Albert Saško-Coburško in Gothski, je srečala stara šestnajst let, vendar je le tri leta kasneje v pismih omenjala svojo ljubezen do njega.
Vladavina Viljem IV. je umrl star 71 zaradi srčnega napada. Osemnajstletna Viktorija je postala kraljica v zgodnjih urah 20. junija 1837 in njeno kronanje je se je odvilo 28. junija 1838. Mlada kraljica je obrnila osemnajst let manj kot mesec dni pred Viljemovo smrtjo, zato ni bilo potrebe za regentstvo. Smrt Viljema IV. je zaznamoval konec unije Združenega kraljestva in Hannovra, saj Viktorija kot ženska ni mogla podedovati hannovrski prestol. Hannover je tako podedoval njen stric, Ernest Avgust I., ki je bil kraljičin mogoči naslednik vse do rojstva njenega prvega otroka.
V času, ko je Viktorija podedovala prestol, je bila vlada pod nadzorom whigovske stranke do leta 1840. Njihov predsednik vlade lord Melbourne je bil za kratek čas zelo vpliven svetovalec mlade in politično neizkušene kraljice. Njegova vlada ni ostala dolgo na oblasti; postajala je vse manj priljubljena in bila soočena z velikimi težavami pri upravljanju kolonij. Leta 1839 je lord Melbourne odstopil, saj ni bil zmožen spopasti se s težavami v kolonijah.

### Kraljica Irske
Mlada kraljica se je zaljubila v Irsko. Odločila se je, da bo preživela počitnice tam, in tako je Irska postala ena izmed najbolj priljubljenih turističnih destilacij v 19. stoletju. Njeno ljubezen do otoka je spremljala toplina, s katero so Irci pozdravili mlado kraljico. Leta 1845 je Irsko zadela velika lakota zaradi slabe letine krompirja. Med lakoto je na Irskem umrlo kar milijon ljudi, dva milijona ljudi pa je državo zapustilo. V tem težkem položaju z Irci se je Viktorija odzvala z donacijo 2000 funtov. Otomanski sultan Abdulaziz je ponudil finančno pomoč v višini 10.000 funtov, a Viktorija je izjavila, da bo sprejela samo 1000 funtov. Otomanski Sultan je vseeno s 1000 funti na skrivaj poslal tri ladje polne hrane, ki so jih je otomanski mornarji pustili na obali v bližini Dublina.
Viktorijin prvi uradni obisk Irske leta 1849 je organiziral George Villiers, lord-zastopnik Irske in vodja britanske uprave, da bi odvrnil pozornost od krize in pritegnili pozornost politikov skozi kraljičino navzočnostjo in se obrnil pozornost na resnost problema pomanjkanja hrane. Ne glede na negativen vpliv pomanjkanja njene priljubljenosti, je kraljica ostala dovolj priljubljena med nacionalisti, da so še vedno peli God Save the Queen po sestankih strank.
Mnogi predsedniki vlad, lordi in celo člani kraljevske družine so pritiskali na kraljico, da izbere Irsko za svoje stalno prebivališče, za kar je odločno zavrnila. V svojih spominih iz leta 1930 je William Brodrick, nekdanji vodja irskih unionistov, opisal Viktorijino odločbo kot katastrofalno za britansko vladavino na Irskem.
Viktorijin zadnji obisk Irske je potekal leta 1900, ko je prišla pozvati Irce, da se pridružijo britanski vojski in da se bojujejo v drugi burski vojni. Nacionalistični protesti proti njenemu obisku je širil Arthur Griffith. Ustanovil je organizacijo Galska liga (Cumann na nGaedheal), da bi združil opozicijo. Pet let kasneje je Griffith uporabili stike, osnovane v času kampanje pred obiskom kraljice, da se oblikuje novo politično gibanje, Sinn Féina.

### Indijsko cesarstvo
Viktorija je ugotovila, da bo nekega dne njena najstarejša hči, prav tako imenovana Viktorija, postala nemška cesarica od dneva, ko bo njen mož postal cesar. To bi pomenilo, da bo kraljico v ranku presegla hčerka - cesarica, tudi če bi dobila ta naziv šele po poroki. Viktorija se je zato 1. maja 1876 odločila, po nasvetu predsednika vlade Benjamina Disraela, da bo svojo dolgoletno kolonijo spremenila v cesarstvo in se razglasila za njegovo prvo cesarico. Po njeni smrti so Indiji vladali še štirje britanski kralji. Naziv je prenehal obstajati v času vladavine Jurija VI., ko je Indija pridobila neodvisnost.

### Politika
Viktorija je zaupala nastanek novega ministrstva torijevcu Robertu Peelu, vendar se je srečal s težavo, imenovano kriza spalnice (en. Bedchamber Crisis). V tem času je bilo običajno, da je kraljevsko osebje imenoval predsednik vlade imenovan na podlagi strankarske pripadnosti. Večina dvorskih dam je bilo poročenih z whigovcmi, vendar jih je Peel želel zamenjati z ženami torijcev. Viktorija je odločno nasprotovala odstranitvi teh žensk iz dvora, ki jih je imela za tesne prijateljice namesto navadne člane slavnostnih institucij. Ker je Robert Peel menil, da ne bi mogel delovati v skladu s pravili kraljice, je odstopil in potem se je na oblast vrnil Melbourne.
Peelova uprava je bila soočena z drugim vprašanjem - zakonu o žitu. Veliko torijcev je nasprotovalo temu zakonu, medtem ko so ga drugi člani te stranke (t.i. "Peeliti") skupaj z večino liberalcev podpirali. Kmalu po tem, ko je bil predlog komaj sprejet, je Peel odstopil in zamenjal ga je John Russell. Čeprav je bil liberalen, niti Russell niti njegova uprava niso bili pod kraljičino voljo. Najbolj predrzen je bil zunanji minister, Lord Palmerston, ki je pogosto delal brez predhodnega posvetovanja s kabinetom, predsednikom vlade ali z njo kot kraljico. Leta 1849 se je Viktorija pritožila lordu Johnu Russellu in trdila, da Palmerston pošilja uradne pošiljke tujim voditeljem brez njene vednosti. Pritožbo je ponovila leta 1850, vendar brez uspeha. To je bilo šele leta 1851, ko je bil lord Palmerston odstavljen. Takrat je Palmerston najavil odobritev britanske vlade o državnem udaru predsednika Louisa-Napoleona Bonaparta v Franciji brez posvetovanja s predsednikom vlade.

### Poskusi atentata
Med Viktorijino prvo nosečnostjo je osemnajstletni Edward Oxford poskušal narediti atentat na kraljico, ko se je vozila v kočiji s princem Albertom. Fant je dvakrat poskušal, vendar je obakrat zgrešil. Sojeno mu je bil z veleizdajo, vendar pa je bil oproščen zaradi neprištevnosti. Ljudje so takoj posumili, da je to načrtoval Viktorijin bratranec, ki je želel eliminirati Viktorijo in prevzeti njeno krono. Ta teorija o namenu tujca, da škoduje kraljici, je pri ljudeh povzročil občutek domoljubja in lojalnosti. Kasneje so se zgodili še trije podobni poskusi atentata, iz katerih je Viktorija šla nepoškodovana.
Leta 1842 je bila Viktorija tarča atentatorjev dvakrat. 29. maja je John Francis streljal na kraljico, vendar brez uspeha. Le dan pred določeno kaznijo za Francisovo kriminalno dejanje, je še en fant, John William Bean, streljal na kraljico. Princ Albert je menil, da je te poskuse navdihnil Oxfordov napad 3. julija istega leta. Čeprav je bila Beanova puška naložena s papirjem in tobakom, je bila kazen za poskus atentata smrtna. Princ Albert pa je videl smrtno kazen za prestrogo in predlagal parlamentu, naj sprejme pravni akt, kjer bo uporaba strelnega orožja v prisotnosti kraljice ali če bi bila kraljica nadlegovana, bi bila kazen sedem let zapora in dnevno bičanje. Bean je bil obsojen na osemnajst mesecev zapora, vendar niti on niti drugi zaporniki niso bili bičani.
Za Viktorijo je bilo zelo stresno obdobje, v katerem je bil predsednik vlade Russell. Leta 1849 je brezposelnih in nesrečen Irec, William Hamilton, poskušal izraziti svoje nezadovoljstvo s streli, medtem ko se je kraljica vozila s kočijo. V skladu z zakonom iz leta 1842, je bil obsojen na sedem let zapora. Leta 1850 je kraljico ranil tudi njen bivši častnik in verjetno psihično nezdrav Robert Pate. Pate jo je udaril s pištolo, pri čem je prejela manjše poškodbe. Ker mu ni uspelo dokazati norosti, je bil obsojen v Hamilton.

### Družinsko življenje
Viktorija se je 10. februarja 1840 v palači St. James poročila s princem Albertom. Albert je postal ne le kraljičin življenjski spremljevalec, ampak tudi pomemben politični svetovalec in s tem potisnil lorda Melbourna iz te pozicije.
Poskus atentata leta 1840 ni imel nobenega vpliva na zdravje in nosečnost Viktorije. Prvi otrok Viktorije in Alberta, hčerka z imenom Viktorija, se je rodila 21. novembra 1840. Iz zelo srečne kraljevske poroke se je rodilo devet otrok.
Albert in Viktorija sta skupaj imela štiri sinove in pet hčera:
- Viktorija Adelajda Marija Luiza (1840-1901) ∞ nemški cesar Friderik III.
- Albert Edvard (1841-1910) ∞ danska princesa Aleksandra
- Alica Maud Marija (1843-1878) ∞ hessenski veliki vojvoda Ludvik IV.
- Alfred Ernest Albert (1844–1900) ∞ ruska velika kneginja Marija Aleksandrovna
- Helena Avgusta Viktorija (1846–1923) ∞ schleswiško-holsteinski princ Kristjan
- Luiza Karolina Alberta (1848–1939) ∞ argyllski vojvoda John Campbell
- Artur Viljem Patrik Albert (1850–1942) ∞ pruska princesa Luiza Margareta
- Leopold Jurij Duncan Albert (1853–1884) ∞ waldeška in pyrmontska princesa Helena
- Beatrika Marija Viktorija Feodora (1857–1944) ∞ battenberški princ Henrik

Princ Albert je umrl 14. decembra 1861. Njegova smrt je bila hud udarec za Viktorijo, ki je za vse življenje nosila črnino in žalovala za njim. Viktorija je v naslednjih štiridesetih letih naročila, naj njegova čista oblačila vsako jutro ležijo na postelji v gradu Windsor. Izognila se je pojavljanju v javnosti in v naslednjih nekaj letih je redko obiskala London. Svojega sina, nediskretnega in lahkomiselnega mladeniča, je krivila za Albertovo smrt. Viktorijina izoliranost je bistveno zmanjšala priljubljenost monarhije in spodbudila republikansko gibanje. Čeprav je opravljala svoje dolžnosti, Viktorija ni več aktivno sodelovala v vladi. V času njene odsotnosti je nastal eden izmed najpomembnejših delov zakonodaje devetnajstega stoletja, zakon o reformi. Lord Palmerston je odločno nasprotoval volilnemu sistemu, ker pa se je njegova uprava končala z njegovo smrtjo leta 1865, je bil sprejet zakon med časom lorda Derbyja.
Ko je minilo nekaj časa, se je Viktorija začela zanašati na svojega služabnika, Johna Browna. Krožile so govorice o domnevni romanci in celo poroki med kraljico in Brownom. Ni konkretnih dokazov o vrsti njunega razmerja, vendar pa, ko je bilo Viktorijino telo položeno v krsto, sta bila z njo dana na njeno zahtevo tudi dva kompleta spominkov. Poleg nje je bila postavljena ena od Albertovih oblek in v levi roki ji je bil položen Brownov las, skupaj z njegovo fotografijo. Govorice o aferi in poroki so dali Viktoriji še en vzdevek - "Gospa Brown".

## Kasnejše vladanje in smrt
Leta 1887 je britanski imperij praznoval kraljičin zlati jubilej. Viktorija je 20. junija praznovala petdeseto obletnico prihoda na prestol. Priredila je banket, na katerega je povabila več kot petdeset evropskih vladarjev. Irski anarhisti so načrtovali, vendar jim ni uspelo, da bi razstrelili Westminstrsko opatijo, kjer je kraljica sodelovala v slovesnosti. Te proslave in razkošne plesi so Viktorijo spet vrnili na mesto najbolj priljubljenih evropskih vladarjev.
Viktorija je 22. septembra 1896 zamenjala svojega deda na mestu najdaljšega vladajočega britanskega monarha. Kraljica je odredila, da se vse uradne proslave odložijo do leta 1897 oziroma do njenega diamantnega jubileja. Joseph Chamberlain, kolonialni sekretar, je predlagal, da se jubilej proglasi za festival britanskega imperija in da so na praznovanje povabljeni vodje vseh kolonij. V praznovanje diamantnega jubileja so bili vključeni vojaki iz vseh britanskih kolonij njenega ozemlja, skupaj z vojaki, ki so jih v čast cesarici poslali indijske maharadže. Diamantni jubilej je zaznamoval velik izliv spoštovanja sedemdesetletni kraljici.
Vse od Albertove smrti je Viktorija preživela božič na domu Osborn na otoku Wight. Umrla je 22. januarja 1901 v starosti 81 let in s 63. leti vladavine. Poleg nje so bili njen sin Edvard VII. in njen vnuk, nemški cesar Viljem II. Pokopana je bila 2. februarja in po njeni izbiri so krsto so nosili njeni sinovi. Čeprav je štirideset let nosila črnino, žalujoča za Albertom, Viktorija ni želela črnega pogreba in tako je London zaznamovala vijolična in bela barva. Vtis je okrepil sneg, ki je začel padati med njenim pogrebom. Pokopana je bila v mavzoleju Frogmore poleg svojega moža.
Viktorijo je nasledil njen najstarejši sin, Edvard VII., njegov prihod na prestol pa je dinastija Saška-Coburg in Gotha nadomestila dinastijo Hannover.

## Dediščina
Viktorijino vladanje je zaznamovala postopna vzpostavitev sodobne ustavne monarhije in monarhu je bila dodeljena vloga varuha nacionalne varnosti. Niz zakonodajnih reform je spodnji dom parlamenta naredil veliko bolj vpliven in vloga monarha je postala simbolna. Po Viktorijini vladavini je imel vladar, po Walterju Bagehotu, "pravico, da se posvetuje, svetuje in opozori".
Kot je Viktorijina vladavina postajala bolj simbolična kot politična, je bila posebna pozornost namenjena ohranjanju moralnih in družinskih vrednot za razliko od seksualnih, finančnih in osebnih škandalov, ki so bili povezani s prejšnjimi člani dinastije Hannover in imeli škodljive učinke na monarhijo. Viktorijina vladavina je v Veliki Britaniji ustanovila koncept "družinske monarhije", s katero se je lahko bliskovito naraščajoče meščanstvo lahko identificiralo.
Na mednarodni ravni je Viktorija ostala pomembna in ugledna figura, ne samo kot utelešenje cesarskega vpliva Britanije v svojih kolonijah, ampak tudi zaradi družinskih vezi s številnih evropskimi kraljevskimi in cesarskimi družinami. Osem od njenih devetih otrok so s poroko prišli na mnoge evropske dvore, s čimer je Viktorija dobila nekaj nadzora nad drugimi državami. Viktorija je tudi poskrbela za svojo najmlajšo hčerko, Luizo, da se je poročila s škotsko vojvodo in se tako približala Škotom. Zanimivo je tudi dejstvo, da so bili trije glavni vladarji vojskujočih se držav v času prve svetovne vojne bodisi Viktorijini vnuki ali pa poročeni z njenimi vnukinjami.
Poleg določenega britanskega vpliva so Viktorijini otroci na evropske dvore prinesli dedno bolezen - hemofilijo. Viktorija je bila v kraljevi družini prvi znani nosilec te bolezni, vendar tega ni mogoče določiti z gotovostjo kako in od koga je podedovala. Možno je, da je bolezen nastala zaradi nekaterih genetskih mutacij, saj je bil njen oče star petinpetdeset let, ko se je rodila Viktorija. Špekulacije so pravile, da je vojvoda Kentski ni bil Viktorijin biološki oče, ampak je bila ona hči vojvodovega osebnega tajnika. Hemofilije ni podedovala ne od očeta in očetovega dela družine, vendar je še vedno verjetno, da je hemofilijo podedovala od matere, čeprav ni podatkov o hemofiliji v njeni družini. Viktorija je bolezen prenesla na enega od njegovih sinov, Leopolda, in svoji hčeri, Alico in Beatriko, ki sta jo prenesli na svoje sinove. Najbolj znana žrtev hemofilije med Viktorijinimi potomci je bil njen pravnuk, carjevič Aleksej.
Sedanji in nekdanji živi evropski vladarji, ki so Viktorijini potomci, so:
- Elizabeta II. Britanska
- Harald V. Norveški
- Karl XVI. Gustav Švedski
- Margareta II. Danska
- Filip VI. Španski
- Konstantin II. Grški, odstavljen s prestola
- Mihael I. Romunski, odstavljen s prestola

Viktorija je doživela nepopularnost in mraz naroda v prvih letih vdovstva, ampak je v 1880. letih znova postala zelo priljubljena vladarica. Leta 2002 je BBC izvedel raziskavo, v kateri so ljudje dali Viktorijo na osemnajsto mesto med najpomembnejšimi in najbolj priljubljenimi Britanci.
Dvainosemdesetletna Viktorija je 19. januarja 1901 zamenjala svojega starega očeta, Jurija III., na mestu najdalje vladajočega britanskega monarha. To dolžino staža je 21. decembra 2007 presegla njena prapravnukinja in trenutna vladarica, Elizabeta II..
Izumi viktorijanske dobe vključujejo poštne znamke in železnice. Viktorija je bila prvi britanski monarh, ki je potovala z vlakom.
Kraljica Viktorija je bila in še vedno je najbolj znana britanska monarhinja in njeni kipi so postavljeni v vseh večjih mestih nekdanjih in sedanjih britanskih kolonij. Po njej so prejela imena številnih geografskih območjih in naravnih značilnosti, vendar pa je veliko nekdanjih kolonij po priznanju neodvisnosti spremenila imena institucij, ustanovljenih v času Viktorijine vladavine, celo imena nekaterih kipov, kot tistega pred hišo Leinster v Dublinu. Hiša je bila kupljena in spremenjena v sedež irskega neodvisnega parlamenta. Po letih kritik je bil leta 1947 kip odstranjen in leta 1987 podarjen Avstraliji.

## Nazivi
- 24. maj 1819 – 20. junij 1837: Njena kraljeva visokost princesa Aleksandrina Viktorija Kentska
- 20. junij 1837 – 22. januar 1901: Njeno veličanstvo kraljica

Ob koncu njenega vladanja je bil kraljičin polni naziv: »Njeno veličanstvo Viktorija, po Božji milosti kraljica Velike Britanije in Irske, zagovornik vere, cesarica Indije.«

## Predniki
|  |                                                                           |  |  |  |  |  |  |  |  |  |  |  |  |  |  |  |
|  | 16. Jurij II. Britanski                                                   |  |  |  |  |  |  |  |  |  |  |  |  |  |  |  |
|  |                                                                           |  |  |  |  |  |  |  |  |  |  |  |  |  |  |  |
|  |                                                                           |  |  |  |  |  |  |  |  |  |  |  |  |  |  |  |
|  | 8. Friderik, valižanski princ                                             |  |  |  |  |  |  |  |  |  |  |  |  |  |  |  |
|  |                                                                           |  |  |  |  |  |  |  |  |  |  |  |  |  |  |  |
|  |                                                                           |  |  |  |  |  |  |  |  |  |  |  |  |  |  |  |
|  | 17. Princesa Karolina Brandenburška-Ansbachska                            |  |  |  |  |  |  |  |  |  |  |  |  |  |  |  |
|  |                                                                           |  |  |  |  |  |  |  |  |  |  |  |  |  |  |  |
|  |                                                                           |  |  |  |  |  |  |  |  |  |  |  |  |  |  |  |
|  | 4. Jurij III. Britanski                                                   |  |  |  |  |  |  |  |  |  |  |  |  |  |  |  |
|  |                                                                           |  |  |  |  |  |  |  |  |  |  |  |  |  |  |  |
|  |                                                                           |  |  |  |  |  |  |  |  |  |  |  |  |  |  |  |
|  | 18. Friderik II., vojvoda Saško-Gothski-Altenburški                       |  |  |  |  |  |  |  |  |  |  |  |  |  |  |  |
|  |                                                                           |  |  |  |  |  |  |  |  |  |  |  |  |  |  |  |
|  |                                                                           |  |  |  |  |  |  |  |  |  |  |  |  |  |  |  |
|  | 9. Princesa Avgusta Saško-Gothska                                         |  |  |  |  |  |  |  |  |  |  |  |  |  |  |  |
|  |                                                                           |  |  |  |  |  |  |  |  |  |  |  |  |  |  |  |
|  |                                                                           |  |  |  |  |  |  |  |  |  |  |  |  |  |  |  |
|  | 19. Princesa Magdalena Avgusta Anhaltska-Zerbstka                         |  |  |  |  |  |  |  |  |  |  |  |  |  |  |  |
|  |                                                                           |  |  |  |  |  |  |  |  |  |  |  |  |  |  |  |
|  |                                                                           |  |  |  |  |  |  |  |  |  |  |  |  |  |  |  |
|  | 2. Princ Edvard, vojvoda Kentski in Strathearnski                         |  |  |  |  |  |  |  |  |  |  |  |  |  |  |  |
|  |                                                                           |  |  |  |  |  |  |  |  |  |  |  |  |  |  |  |
|  |                                                                           |  |  |  |  |  |  |  |  |  |  |  |  |  |  |  |
|  | 20. Adolf Friderik II., vojvoda Mecklenburški-Strelitcki                  |  |  |  |  |  |  |  |  |  |  |  |  |  |  |  |
|  |                                                                           |  |  |  |  |  |  |  |  |  |  |  |  |  |  |  |
|  |                                                                           |  |  |  |  |  |  |  |  |  |  |  |  |  |  |  |
|  | 10. Vojvoda Karel Ludvik Friderik Mecklenburški-Strelitcki, knez Mirowski |  |  |  |  |  |  |  |  |  |  |  |  |  |  |  |
|  |                                                                           |  |  |  |  |  |  |  |  |  |  |  |  |  |  |  |
|  |                                                                           |  |  |  |  |  |  |  |  |  |  |  |  |  |  |  |
|  | 21. Princesa Kristijana Emilija Schwarzburška-Sondershausenska            |  |  |  |  |  |  |  |  |  |  |  |  |  |  |  |
|  |                                                                           |  |  |  |  |  |  |  |  |  |  |  |  |  |  |  |
|  |                                                                           |  |  |  |  |  |  |  |  |  |  |  |  |  |  |  |
|  | 5. Vojvodinja Šarlota Mecklenburška-Strelitcka                            |  |  |  |  |  |  |  |  |  |  |  |  |  |  |  |
|  |                                                                           |  |  |  |  |  |  |  |  |  |  |  |  |  |  |  |
|  |                                                                           |  |  |  |  |  |  |  |  |  |  |  |  |  |  |  |
|  | 22. Ernest Friderik I., vojvoda Saško-Hildburghausenski                   |  |  |  |  |  |  |  |  |  |  |  |  |  |  |  |
|  |                                                                           |  |  |  |  |  |  |  |  |  |  |  |  |  |  |  |
|  |                                                                           |  |  |  |  |  |  |  |  |  |  |  |  |  |  |  |
|  | 11. Princesa Elizabeta Albertina Saško-Hildburghausenska                  |  |  |  |  |  |  |  |  |  |  |  |  |  |  |  |
|  |                                                                           |  |  |  |  |  |  |  |  |  |  |  |  |  |  |  |
|  |                                                                           |  |  |  |  |  |  |  |  |  |  |  |  |  |  |  |
|  | 23. Grofica Sofija Albertina Erbachska-Erbachska                          |  |  |  |  |  |  |  |  |  |  |  |  |  |  |  |
|  |                                                                           |  |  |  |  |  |  |  |  |  |  |  |  |  |  |  |
|  |                                                                           |  |  |  |  |  |  |  |  |  |  |  |  |  |  |  |
|  | 1. Viktorija Britanska                                                    |  |  |  |  |  |  |  |  |  |  |  |  |  |  |  |
|  |                                                                           |  |  |  |  |  |  |  |  |  |  |  |  |  |  |  |
|  |                                                                           |  |  |  |  |  |  |  |  |  |  |  |  |  |  |  |
|  | 24. Franc Jožef, vojvoda Saško-Coburško-Saalfeldski                       |  |  |  |  |  |  |  |  |  |  |  |  |  |  |  |
|  |                                                                           |  |  |  |  |  |  |  |  |  |  |  |  |  |  |  |
|  |                                                                           |  |  |  |  |  |  |  |  |  |  |  |  |  |  |  |
|  | 12. Ernest Friderik, vojvoda Saško-Coburško-Saalfeldski                   |  |  |  |  |  |  |  |  |  |  |  |  |  |  |  |
|  |                                                                           |  |  |  |  |  |  |  |  |  |  |  |  |  |  |  |
|  |                                                                           |  |  |  |  |  |  |  |  |  |  |  |  |  |  |  |
|  | 25. Princesa Ana Sofija Schwarzburška-Rudolstadtska                       |  |  |  |  |  |  |  |  |  |  |  |  |  |  |  |
|  |                                                                           |  |  |  |  |  |  |  |  |  |  |  |  |  |  |  |
|  |                                                                           |  |  |  |  |  |  |  |  |  |  |  |  |  |  |  |
|  | 6. Franc, vojvoda Saško-Coburško-Saalfeldski                              |  |  |  |  |  |  |  |  |  |  |  |  |  |  |  |
|  |                                                                           |  |  |  |  |  |  |  |  |  |  |  |  |  |  |  |
|  |                                                                           |  |  |  |  |  |  |  |  |  |  |  |  |  |  |  |
|  | 26. Ferdinand Albert II., vojvoda Brunswiško-Wolfenbüttelski              |  |  |  |  |  |  |  |  |  |  |  |  |  |  |  |
|  |                                                                           |  |  |  |  |  |  |  |  |  |  |  |  |  |  |  |
|  |                                                                           |  |  |  |  |  |  |  |  |  |  |  |  |  |  |  |
|  | 13. Princesa Sofija Antoaneta Brunswiška-Wolfenbüttelska                  |  |  |  |  |  |  |  |  |  |  |  |  |  |  |  |
|  |                                                                           |  |  |  |  |  |  |  |  |  |  |  |  |  |  |  |
|  |                                                                           |  |  |  |  |  |  |  |  |  |  |  |  |  |  |  |
|  | 27. Princesa Antoaneta Brunswiška-Wolfenbüttelska                         |  |  |  |  |  |  |  |  |  |  |  |  |  |  |  |
|  |                                                                           |  |  |  |  |  |  |  |  |  |  |  |  |  |  |  |
|  |                                                                           |  |  |  |  |  |  |  |  |  |  |  |  |  |  |  |
|  | 3. Princesa Viktorija Saško-Coburško-Saalfeldska                          |  |  |  |  |  |  |  |  |  |  |  |  |  |  |  |
|  |                                                                           |  |  |  |  |  |  |  |  |  |  |  |  |  |  |  |
|  |                                                                           |  |  |  |  |  |  |  |  |  |  |  |  |  |  |  |
|  | 28. Heinrich XXIX., grof Reuški-Ebersdorfski                              |  |  |  |  |  |  |  |  |  |  |  |  |  |  |  |
|  |                                                                           |  |  |  |  |  |  |  |  |  |  |  |  |  |  |  |
|  |                                                                           |  |  |  |  |  |  |  |  |  |  |  |  |  |  |  |
|  | 14. Heinrih XXIV., grof Reuški-Ebersdorfski                               |  |  |  |  |  |  |  |  |  |  |  |  |  |  |  |
|  |                                                                           |  |  |  |  |  |  |  |  |  |  |  |  |  |  |  |
|  |                                                                           |  |  |  |  |  |  |  |  |  |  |  |  |  |  |  |
|  | 29. Grofica Sofija Teodora Castellska-Remlingenska                        |  |  |  |  |  |  |  |  |  |  |  |  |  |  |  |
|  |                                                                           |  |  |  |  |  |  |  |  |  |  |  |  |  |  |  |
|  |                                                                           |  |  |  |  |  |  |  |  |  |  |  |  |  |  |  |
|  | 7. Grofica Avgusta Reuška-Ebersdorfska                                    |  |  |  |  |  |  |  |  |  |  |  |  |  |  |  |
|  |                                                                           |  |  |  |  |  |  |  |  |  |  |  |  |  |  |  |
|  |                                                                           |  |  |  |  |  |  |  |  |  |  |  |  |  |  |  |
|  | 30. George Avgust, grof Erbachska-Schönberška                             |  |  |  |  |  |  |  |  |  |  |  |  |  |  |  |
|  |                                                                           |  |  |  |  |  |  |  |  |  |  |  |  |  |  |  |
|  |                                                                           |  |  |  |  |  |  |  |  |  |  |  |  |  |  |  |
|  | 15. Grofica Karolina Ernestina Erbachska-Schönberška                      |  |  |  |  |  |  |  |  |  |  |  |  |  |  |  |
|  |                                                                           |  |  |  |  |  |  |  |  |  |  |  |  |  |  |  |
|  |                                                                           |  |  |  |  |  |  |  |  |  |  |  |  |  |  |  |
|  | 31. Grofica Ferdinanda Henrieta Stolberška-Gedernska                      |  |  |  |  |  |  |  |  |  |  |  |  |  |  |  |
|  |                                                                           |  |  |  |  |  |  |  |  |  |  |  |  |  |  |  |
|  |                                                                           |  |  |  |  |  |  |  |  |  |  |  |  |  |  |  |